# Dr. Owlglass
Dr. Owlglass (englisch; „Eulenspiegel“) bzw. Dr. Owlglaß; eigentlich Hans Erich Blaich (* 19. Januar 1873 in Leutkirch im Allgäu; † 29. Oktober 1945 in Fürstenfeldbruck), war ein deutscher Arzt, Schriftsteller und Lyriker. Sein Pseudonym Ratatöskr benutzte er für politische Lyrik.

## Leben
Hans Erich Blaich wuchs als Sohn des Bürgermeisters Jakob Blaich in Leutkirch im Allgäu auf. Er studierte Medizin und Philosophie an den Universitäten Tübingen, München und Heidelberg. 1906 wurde er bei Franz Knauff in Heidelberg promoviert. Nach der Ausbildung zum Lungenfacharzt praktizierte er ab 1905 in Stuttgart, ab 1908 bei München. Er schrieb für die Zeitschriften Die Gesellschaft, Der wahre Jacob, Die Jugend, März und vor allem für den Simplicissimus (von 1897 bis 1944) Gedichte, Rezensionen und kleine Prosa, die er später gesammelt als Bücher herausgab. Während des Ersten Weltkrieges stand Blaich in freundschaftlichem Briefkontakt zu Kurt Tucholsky. Von 1912 bis 1924 war er Redakteur beim Simplicissimus und wirkte später bei der Gleichschaltung der Zeitschrift unter den Nationalsozialisten mit. Auf Drängen des Zeichners Karl Arnold übernahm er vorübergehend die Chefredaktion der Zeitschrift (1933–1935), blieb aber persönlich und literarisch ein Gegner des Nationalsozialismus. Gleichwohl wurde er 1938 als zu dem anlässlich des 50. Geburtstags des württembergischen Gauleiters und Reichsstatthalters Wilhelm Murr gegründeten und unter dessen Schirmherrschaft stehenden nationalsozialistischen Schwäbischen Dichterkreis „gehörend“ betrachtet. In der gleichgeschalteten Presse des Dritten Reichs wurde Owlglass mit großem Wohlwollen behandelt. An seinem 70. Geburtstag am 19. Januar 1943 veröffentlichte etwa der Völkische Beobachter unter dem Titel Nach uns die Sintflut! eine „kleine besinnliche Jugenderinnerung“ des Dichters. Neun dicke Tagebuchbände (1. Juli 1911 bis 22. Oktober 1945), die im Blaich-Nachlass im Deutschen Literaturarchiv in Marbach am Neckar liegen, sind eine noch unausgewertete Quelle für die Geschichte des Simplicissimus.
Hans Erich Blaich war auch als Übersetzer und Herausgeber tätig. Zusammen mit Engelbert Hegaur übersetzte er Gargantua und Pantagruel von François Rabelais. Als Wiederentdecker des Werkes Sebastian Sailers besorgte er die Neuedition dessen Komödien.

## Werke (Auswahl)
- Der saure Apfel. Simplicissimus-Gedichte. Langen, München 1904. (Digitalisat)
- Käuze. Skizzen und Reime. Strecker & Schröder, Stuttgart 1917. (2., verm. Aufl. 1919)
- Der Tintenkuli. Bezner, Heilbronn 1924.
- Allotria. Pechstein, München 1927.
- Lichter und Gelichter. Müller, München 1931.
- Stunde um Stunde. Gedichte. Langen/Müller, München 1933.
- Kleine Nachtmusik. Gedichte. Piper, München 1936.
- Idyllen und Katastrophen. Heitere Geschichten in Bildern und Versen. (Mit Zeichnungen von Olaf Gulbransson und Jean Effel). Piper, München 1941.
- Auf den Nachttisch zu legen. Eine kleine Bettpostille. (Mit Zeichnungen von Karl Staudinger) Spemann, Stuttgart 1942.
- Und ewig rollt das Rad der Zeit. Gesammelte Gedichte.  Mit einem Nachwort hrsg. von Oskar Jancke. Nymphenburger, München 1948.
- Des Leib- und Seelenarztes Dr. Owlglass Rezeptbuch. Gereimtes und Erzähltes. Nymphenburger, München 1955.
- Erzählungen. Schiller-Nationalmuseum, Marbach 1957.
- Ausgewählte Werke des „Simplicissimus“-Dichters Hans Erich Blaich, Dr. Owlglass. Mit sämtlichen Briefen an Kurt Tucholsky. Hrsg. von Volker Hoffmann. Schweier, Kirchheim/Teck 1981. ISBN 3-921829-11-9